# Скиношика
Скиношика (рум. Schinoşica, Скиноаса) — село в Чимишлийском районе Молдавии. Наряду с сёлами Липовены и Мунтены входит в состав коммуны Липовены.

## География
Село расположено на высоте 186 метров над уровнем моря. Находится на реке Скиноса.

## Население
По данным переписи населения 2004 года, в селе Скиношика проживает 113 человек (50 мужчин, 63 женщины).
Этнический состав села:
| Национальность | Число жителей | Процентный состав |
| -------------- | ------------- | ----------------- |
| молдаване      | 112           | 99.12             |
| русские        | 1             | 0.88              |
| Всего          | 113           | 100%              |